# Inconscio italiano
Inconscio italiano è un film documentario del 2011 diretto da Luca Guadagnino e scritto da Giuppy d'Aura.
Il film indaga, attraverso interviste e immagini di repertorio, l'occupazione italiana in Etiopia durante il periodo fascista. 
Inconscio italiano è stato presentato al Festival di Locarno e al Festival di Torino.